# Stoevo
Stoevo (bulgariska: Стоево) är ett distrikt i Bulgarien.   Det ligger i kommunen Obsjtina Asenovgrad och regionen Plovdiv, i den centrala delen av landet, 160 km sydost om huvudstaden Sofia.
Trakten runt Stoevo består till största delen av jordbruksmark. Runt Stoevo är det ganska tätbefolkat, med 100 invånare per kvadratkilometer.